# Bosbokrand
Bushbuckridge (Afrikaans: Bosbokrand; officieel Bushbuckridge Local Municipality) is een gemeente in het Zuid-Afrikaanse district Ehlanzeni.
Bushbuckridge ligt in de provincie Mpumalanga en telt 541.248 inwoners.

## Hoofdplaatsen
Het nationaal instituut voor de statistiek, Stats SA, deelt sinds de census 2011 deze gemeente in in 141 zogenaamde hoofdplaatsen (main place):
Acornhoek • Bolla-Tau • Burlington • Bushbuckridge • Bushbuckridge NU • Buyisonto • Chavelagaza • Clare A • Clare B • Clare C • Croquet Lawn A • Croquet Lawn B • Dingledayle • Dingleydale B • Dumfries A • Dumfries B • Dumfries C • Edinburgh A • Edinburgh B • Eglington A • Eglington B • eMakhazeni B • Fayini • GaBoelang • Ga-Josepha • Godide • Gottenburg • Graigieburn • Hebron State Forest • Hlalakahle • Hlanganani • Hlavekisa • Hluvukani • Hoxani • Humulani • Hundzukani • Islington • Jim Brown • Jongilanga • Kamalamule • Kgapamadi • Khielang • Khokhamoya • Khomanani • Klaserie Private Nature Reserve • Kruger National Park • Kumana • Landela A • Landela B • Legokgwe • Lillydale • Ludlow • Mabharule • Maboke • Madyembeni • Mafemani • Mahlobyanini • Mahukule A • Mahukule B • Malamule • Mamelodi • Mangwazi • Manyakatana • Manyeleti Game reserve • Maotole • Mapaleng A • Mapaleng B • Mapulaneng View • Mariepskop State Forest • Maripe • Marite • Marongwane • Masakeng • Masana • Matenten • Mathibela • Matsavana • Matshaye • Maviljan A • Maviljan B • Merry Pebble Stream • Metsi • Mhlumeni • Mkhuhlu • Mokhololine • Moloro • Motlamogale • Motlamogatsane • Mphenyatsatsi • New Forest A • New Forest B • New Line • New Market Manor • Oakley • Onverwacht • Orinoco A • Orinoco B • Orinoco C • Pelindaba • Phungwe • Relani • Rivoni • Rooiboklaagte A • Rooiboklaagte B • Rulani • Sabie Park • Sabi-Sand Game Reserve • Salique State Forest • Sekrepeng • Setlhake • Seville A • Seville B • Seville C • Shata • Shatale • Teka Mahala • Thabakgolo • Thorndale • Thornybush Game Reserve • Thulamahashe • Thulani • Timbavati • Tiyimeleni A • Tiyimeleni B • Tsakani • Tshunelani A • Tshunelani B • Umbabat Nature Reserve • Utlha A • Utlha B • Violetbank A • Violetbank B • Violetbank C • Violetbank D • Waterval • Welgevonden State Forest • Welverdiend • Xanthia • Xikhusese • Zoeknog A • Zoeknog B.